# Sinus del topòleg
El sinus del topòleg, dins l'entorn de topologia, és una corba continguda en {\displaystyle \mathbb {R} ^{2}} utilitzada sovint per il·lustrar determinades propietats dels espais topològics. S'utilitza especialment a manera d'exemple d'espai topològic que és connex però no connex per camins.

## Definició
Una definició usual del sinus del topòleg és l'adherència de la corba
{\displaystyle A=\left\{\left(x,{\mbox{sin}}\left({\tfrac {1}{x}}\right)\right),\ x\in (0,1]\right\}},
presentada {\displaystyle {\bar {A}}}, i que es defineix al seu torn com la unió de {\displaystyle A} amb el seu frontera, el segment
{\displaystyle \partial A=\{(0,i),\ i\in [-1,1]\}}
A mesura que x s'acosta a zero, 1/x creix cada vegada més ràpid (de fet, tendeix a infinit), per la qual cosa la freqüència de la corba sinusoidal també és cada vegada més gran. Al límit, la freqüència és infinita.

### Variants
De vegades, es considera només {\displaystyle A}, o la unió de {\displaystyle A} amb el punt {\displaystyle (0,0)}. També es pot considerar la funció {\displaystyle f(x)={\mbox{sin}}({\tfrac {1}{x}})} definida en un interval diferent de (0,1], encara que sempre en un interval obert a 0. Fins i tot es pot fer distinció entre la "corba tancada» ({\displaystyle {\bar {A}}}) i la« corba oberta »({\displaystyle A}) del sinus del topòleg.

## Propietats

La funció no és de variació fitada.

Com adherència d'una funció contínua, {\displaystyle {\bar {A}}} és un espai connex. Tanmateix, no és connex per camins, ja que no hi ha un camí {\displaystyle f:[0,1]\rightarrow {\bar {A}}} que uneixi els punts {\displaystyle (1,{\mbox{sin}}(1))} i {\displaystyle (0,0)}. Per veure que és així, considerem la successió formada pels punts, presos de dreta a esquerra en la gràfica, la segona component és alternativament +1 o -1. Aquesta successió no convergeix.